# The Singer Not the Song
The Singer Not the Song (bra: A História de um Homem Mau; prt: A Esperança Nunca Morre) é um filme britânico de 1961, dos gêneros drama e faroeste, dirigido por Roy Ward Baker, roteirizado por Nigel Balchin, baseado no livro de Audrey Erskine-Lindop e musicado por Philip Green.

## Sinopse
Padre chega a uma isolada cidade mexicana, dominada por violento fora da lei, e tenta domar o espírito deste homem, que estranhamente o respeita.

## Elenco
- Dirk Bogarde ....... Anacleto Comachi
- John Mills ....... Padre Michael Keogh
- Mylène Demongeot ....... Locha de Cortinez
- Laurence Naismith ....... Velho tio
- John Bentley ....... Capitão da polícia
- Leslie French ....... Padre Gomez
- Eric Pohlmann ....... Presidente
- Nyall Florenz ....... Vito
- Roger Delgado ....... Pedro de Cortinez
- Philip Gilbert ....... Phil Brown
- Selma Vaz Dias ....... Chela
- Laurence Payne ....... Pablo
- Jacqueline Evans ....... Dona Marian
- Lee Montague ....... Pepe
- Serafina Di Leo ....... Jasefa